# Žerovinci
Žerovinci so naselje v Občini Ormož.